# Route nationale 215
Die Route nationale 215, kurz N 215 oder RN 215, war eine französische Nationalstraße.
Die Straße wurde ab den 1970er Jahren gebaut. Die Gesamtlänge betrug 99 Kilometer. Die Route nationale führte vom Autobahnring Bordeaux (A 630, Ausfahrt 8: Eysines) auf die Halbinsel Médoc bis zum Hafen von Le Verdon-sur-Mer (Pointe de Grave). Die Straße ist einstreifig in jede Fahrtrichtung gebaut. 2005/2006 folgte die Abstufung zur Route départementale. Da die Verkehrsdichte in den vergangenen Jahren zugenommen hat, werden auf der Strecke mehrere Umgehungsstraßen geplant, u. a. zwischen Castelnau-de-Médoc und Listrac-Médoc sowie zwischen Lesparre-Médoc und Gaillan-en-Médoc. Bei Castelnau-de-Médoc ist ein Abschnitt zweistreifig in beide Fahrtrichtungen ausgebaut.